# Эберсбах-Мусбах
Эберсбах-Мусбах (нем. Ebersbach-Musbach) — община в Германии, в земле Баден-Вюртемберг. 
Подчиняется административному округу Тюбинген. Входит в состав района Равенсбург. Подчиняется управлению Альтсхаузен.  Население составляет 1759 человек (на 31 декабря 2010 года). Занимает площадь 26,86 км².